# Secureni
Secureni, întâlnit și sub formele Târgu Secureni și Săcureni (în ucraineană Сокиряни, transliterat: Sokîreanî, în rusă Сокиряны, transliterat: Sokireanî, în germană Sokyrjany, în poloneză Sokiriany) este un oraș în regiunea Cernăuți (Ucraina), fosta reședință a raionului omonim. Este situat la o distanță de 111 km est de orașul Cernăuți și la 3 km de frontiera între Ucraina și Republica Moldova.
Orașul este situat la o altitudine de 228 metri, în partea de sud-est a raionului Secureni și are 9,683 locuitori, preponderent ucraineni.
Orașul se află în apropierea frontierei cu Republica Moldova, aici funcționând punctul internațional rutier și feroviar de trecere a frontierei Secureni - Ocnița, între Ucraina și Republica Moldova, precum și punctul local de trecere auto Secureni - Clocușna, numai pentru cetățenii Republicii Moldova și Ucrainei care locuiesc permanent în raioanele administrative de frontieră.

## Istorie
Prima mențiune documentară a orașului datează din anul 1666, perioadă în care făcea parte din Ținutul Hotinului a regiunii istorice Basarabia a Principatului Moldovei și se numea Săcureni. Conform unei legende, numele localității provine de la cuvântul ucraineană „Sokyra” (în ucraineană Сокира), care înseamnă topor. Și în limba română secure (săcure) înseamnă topor. La începutul secolului al XVI-lea, oștile otomane au invadat Moldova și Bucovina, iar țăranii au fugit în păduri pentru a scăpa de robia păgână. Fugarii și-au ales un loc de popas pe malul unui pârău care se vărsa în Nistru. Aici au fost atrași de pădurea deasă, în care găseau din abundență ciuperci, fructe de pădure și vânat. Oamenii și-au construit case într-un luminiș din pădure, tăind copacii. Din acest motiv, ei au fost numiți secureni.
Până în anul 1711, Săcurenii au făcut parte din Principatul Moldovei, apoi din 1711 și până în 1812 din raiaua Hotinului a Imperiului Otoman.
Prin Tratatul de pace de la București, semnat pe 16/28 mai 1812, între Imperiul Rus și Imperiul Otoman, la încheierea războiului ruso-turc din 1806 – 1812, Rusia a ocupat teritoriul de est al Moldovei dintre Prut și Nistru, pe care l-a alăturat Ținutului Hotin și Basarabiei/Bugeacului luate de la Turci, denumind ansamblul Basarabia (în 1813) și transformându-l într-o gubernie împărțită în zece ținuturi (Hotin, Soroca, Bălți, Orhei, Lăpușna, Tighina, Cahul, Bolgrad, Chilia și Cetatea Albă, capitala guberniei fiind stabilită la Chișinău).
La începutul secolului al XIX-lea, conform recensământului efectuat de către autoritățile țariste în anul 1817, satul Secureni făcea parte din Ocolul Nistrul de jos a Ținutului Hotin, ca reședință de ocol. În anul 1864 s-a deschis școala din sat, iar în 1893 localitatea a fost legată la rețeaua de căi ferate a Rusiei.
După Unirea Basarabiei cu România la 27 martie 1918, satul Secureni-Târg a făcut parte din componența României, ca localitate de reședință a Plasei Secureni a județului Hotin. Pe atunci, majoritatea populației era formată din evrei. În perioada interbelică, Secureni-Târg era un centru comercial important din zonă, aici funcționând o pretură, o judecătorie, un oficiu PTT de stat, un oficiu telefonic, un liceu particular, un spital de stat și un spital evreiesc.
Ca urmare a Pactului Ribbentrop-Molotov (1939), Basarabia, Bucovina de Nord și Ținutul Herța au fost anexate de către URSS la 28 iunie 1940. După ce Basarabia a fost ocupată de sovietici, Stalin a dezmembrat-o în trei părți. Astfel, la 2 august 1940, a fost înființată RSS Moldovenească, iar părțile de sud (județele românești Cetatea Albă și Ismail) și de nord (județul Hotin) ale Basarabiei, precum și nordul Bucovinei și Ținutul Herța au fost alipite RSS Ucrainene. La 7 august 1940, a fost creată regiunea Cernăuți, prin alipirea părții de nord a Bucovinei cu Ținutul Herța și cu cea mai mare parte a județului Hotin din Basarabia.
În perioada 1941-1944, toate teritoriile anexate anterior de URSS au reintrat în componența României. Apoi, cele trei teritorii au fost reocupate de către URSS în anul 1944 și integrate în componența RSS Ucrainene, conform organizării teritoriale făcute de Stalin după anexarea din 1940, când Basarabia a fost ruptă în trei părți. În anul 1966, satul Secureni a primit statutul de oraș.
Începând din anul 1991, orașul Secureni face parte din raionul Secureni al regiunii Cernăuți din cadrul Ucrainei independente, fiind centru administrativ raional. Conform recensământului din 1989, numărul locuitorilor care s-au declarat români plus moldoveni era de 329 (43+286), adică 2,72 % din populația localității. În prezent, orașul are 9.683 locuitori, preponderent ucraineni.
În orașul Secureni, funcționează trei puncte de trecere a frontierei în Republica Moldova:
- Secureni - Ocnița - punct internațional de trecere auto
- Secureni - Ocnița - punct internațional de trecere feroviar
- Secureni - Clocușna - punct local de trecere auto, numai pentru cetățenii Republicii Moldova și Ucrainei care locuiesc permanent în raioanele administrative de frontieră

## Demografie
Componența lingvistică a orașului Secureni
     Ucraineană (91,53%)
     Rusă (6,58%)
     Română (1,66%)
     Alte limbi (0,12%)
Conform recensământului din 2001, majoritatea populației orașului Secureni era vorbitoare de ucraineană (91,53 %), existând în minoritate și vorbitori de rusă (6,58 %) și română (1,66 %).
1930: 5.759 (recensământ)
1989: 12.807 (recensământ)
2001: 10.258 (recensământ)
2005: 9.883 (estimare)
2007: 9.683 (estimare)

## Personalități

### Născuți în Secureni
- Pavel Bogaci (1870–1916), politician țarist, deputat în Duma de Stat din partea Basarabiei
- Ion Ocinschi (1888–1970), filosof, publicist și pedagog sovietic moldovean
- Herș Gleizer (1904–1967), matematician sovietic moldovean, profesor și istoric de matematică
- Moisei Șkud (1907–1988), inginer de telecomunicații rus, a supervizat construirea Turnului de Televiziune de la Moscova (Ostankino)
- Motl Poleanski (1910–2008), compozitor de muzică de operă
- Leizer Podreacik (1914–2000), critic literar, bibliograf și pedagog de limba idiș
- Efim Tcaci (1926–2003), muzicolog moldovean

### Au locuit în Secureni
- Mordehai Goldenberg (1883–1941), scriitor și profesor de limba idiș